# Sealion (U-Boot, 1934)
HMS Sealion (Kennung: N72) war ein U-Boot der britischen Royal Navy im Zweiten Weltkrieg.

## Geschichte
Die Sealion (engl.: Seelöwe) gehörte zur zweiten Baugruppe der erfolgreichen S-Klasse. Dieses Baulos wird auch als Shark-Klasse bezeichnet. Sie wurde am 16. Mai 1933 bei Cammell, Laird & Company in Birkenhead auf Kiel gelegt, lief am 16. März 1934 vom Stapel und wurde von der Royal Navy am 21. Dezember 1934 in Dienst gestellt.
Nach dem Ausbruch des Zweiten Weltkrieges am 1. September 1939 wurde das U-Boot in der Nordsee eingesetzt.
Am 6. November 1939 griff die Sealion auf der Doggerbank auf der Position 55° 10′ N, 2° 11′ O das deutsche U-Boot U 21 erfolglos mit sechs Torpedos an.
Das britische U-Boot wurde nach der als Unternehmen Weserübung bezeichneten deutschen Invasion in Dänemark und Norwegen im April 1940 vor Norwegen eingesetzt. Bei den Einsätzen wurden zwei gegnerische Transporteinheiten versenkt und ein zuvor gestrandetes Schiff zerstört.
| Datum          | Angriffe und Kampferfolge nach dem Unternehmen Weserübung |
| -------------- | --- |
| 11. April 1940 | Das deutsche Transportschiff August Leonhardt (2593 BRT) wurde im Skagerrak auf der Position 56° 29′ N, 11° 43′ O mit Torpedos versenkt.                                                                              |
| 6. Mai 1940    | Die Sealion griff 19 sm südwestlich von Vaderob (Norwegen) auf der Position 58° 30′ N, 10° 30′ O den deutschen Transporter Moltkefels (7862 BRT) an. Alle drei Torpedos verfehlten ihr Ziel.                          |
| 3. Juli 1940   | Vor dem Boknafjord (Norwegen) wurde ein deutscher Geleitzug mit sechs Torpedos erfolglos angegriffen. Die Geleitschiffe belegten anschließend die Sealion mit Wasserbomben.                                           |
| 8. Juli 1940   | Vor Obrestadt (Norwegen) wurde der gestrandete deutschen Transporter Palime torpediert und zerstört. Der Frachter war am 5. Juni 1940 auf eine von dem Porpoise-Klasse-U-Minenleger Narwhal gelegte Seemine gelaufen. |
| 29. Juli 1940  | Südwestlich von Stavanger wurde U 62 auf der Position 58° 21′ N, 4° 24′ O zuerst mit Torpedos und anschließend mit dem Deckgeschütz angegriffen. Das deutsche U-Boot entkam unbeschadet.                              |
| 4. August 1940 | Die Sealion versenkte vor dem Homborsund auf der Position 58° 17′ N, 8° 38′ O den norwegischen Frachter Toran (3318 BRT).                                                                                             |
| 6. August 1940 | Vor Kristiansand wurde auf der Position 57° 51′ N, 7° 24′ O der deutsche Transporter Cläre Hugo Stinnes (5295 BRT) erfolglos mit vier Torpedos angegriffen.                                                           |

Nach dem deutsch-französischen Waffenstillstand am 22. Juni 1940 wurde die Sealion nicht mehr nur in der Nordsee, sondern auch in der Biskaya eingesetzt. Bis Ende 1941 konnten sechs weitere gegnerische Schiffe versenkt werden.
| Datum             | Angriffe und Kampferfolge |
| ----------------- | --- |
| 5. Februar 1941   | Vor Honningsvåg wurde der unter deutscher Kontrolle stehende norwegischen Frachter Ryfylke (1151 BRT) versenkt.                              |
| 30. Mai 1941      | In der Biskaya wurde auf der Position 46° 58′ N, 4° 12′ W das deutsche U-Boot U 74 mit sechs Torpedos erfolglos angegriffen.                 |
| 7. Juli 1941      | Die Sealion versenkte vor Ouessant die beiden französischen Fischereifahrzeuge Gustav Eugene (120 BRT) und Gustav Jeanne mit Bordartillerie. |
| 8. Juli 1941      | Vor Ouessant wurde das französische Fischereifahrzeug Christus Regant (28 BRT) mit dem Deckgeschütz versenkt.                                |
| 9. Juli 1941      | Die Sealion versenkte vor Ouessant das französische Fischereifahrzeug St Pierre d'Alcantara (329 BRT) mit Artillerie.                        |
| 18. November 1941 | Vor dem Laksefjord wurde auf der Position 70° 57′ N, 26° 50′ O der norwegische Tanker Vesco (331 BRT) versenkt.                              |
| 5. Dezember 1941  | Die Sealion versenkte auf der Position 71° 7′ N, 27° 54′ O den norwegischen Frachter Island. (638 BRT)                                       |

Die Sealion wurde am 3. März 1945 vor der Isle of Arran als Sonarübungsziel versenkt.